# Leonardo Sciascia
Leonardo Sciascia (Racalmuto, 8 de gener de 1921-Palerm, 20 de novembre de 1989) fou un escriptor, novel·lista, assagista, autor de teatre i polític sicilià.

## Biografia
Fill d'un miner sicilià, va estudiar magisteri a Caltanissetta, Sicília, i va dedicar bona part de la seva joventut a l'ensenyament (a Caltanissetta entre 1949 i 1957, i a Palerm, de 1957 a 1968). Va publicar el seu primer llibre el 1956, Les parròquies de Regalpetra, una narració neorealista ambientada en un poble sicilià. Va exercir el periodisme (al diari Corriere della Sera), al mateix temps que la literatura i l'ensenyament, fins a convertir-se en un dels novel·listes italians més importants del segle xx. Va simpatitzar amb el Partit Comunista Italià, del qual acabaria apartant-se per tal d'adoptar una posició crítica i independent. Hom l'ha considerat la "consciència crítica d'Itàlia" per la seva denúncia implacable de la corrupció política i de la violència mafiosa. Fou elegit el 1975 per la llista comunista com a regidor de la ciutat de Palerm, però va dimitir dos anys més tard; després seria elegit diputat europeu i diputat al Congrés italià (1979-1983) pel Partit Radical de Marco Pannella. Va formar part de la comissió d'investigació sobre l'assassinat d'Aldo Moro.
Sicília i els sicilians són presents en la majoria de les seves obres, traduïdes a nombrosos idiomes, algunes de les quals han estat dutes al cinema.
Sciascia va morir de càncer a Palerm el 1989.

## Obra
- Le favole della dittatura (1950)
- La Sicilia, il suo cuore (1952)
- Le Parrocchie di Regalpetra (1956)
- Gli zii di Sicilia (1958 - conte) (traducció catalana: Els oncles de Sicília ISBN 978-84-7668-211-1)
- Il giorno della civetta, 1961) (traducció catalana: El dia de l'òliba ISBN 978-84-7596-195-8)
- Il consiglio d'Egitto (1963) (traducció catalana: El consell d'Egipte ISBN 978-84-7739-036-7)
- Morte dell'Inquisitore (1964)
- L'onorevole (1965)
- A ciascuno il suo (1966) (traducció catalana: A cadascú el que és seu ISBN 978-84-297-6183-2)
- La corda pazza (1970)
- Il contesto, 1971) (traducció catalana: El context ISBN 978-84-7668-281-4)
- Il mare color del vino (1973 - recull de contes) (traducció catalana: El mar color de vi ISBN 978-84-7602-157-6)
- Todo Modo (1974) (traducció catalana: Todo modo ISBN 978-84-297-2674-9)
- Candido; ovvero, Un sogno fatto in Sicilia (1977)
- L'affare Moro (1978)
- Occhio di Capra (1984)
- Porte Aperte (1987) (traducció catalana: Portes obertes ISBN 978-84-297-2834-7)
- Il cavaliere e la morte (1988) (traducció catalana: El cavaller i la mort ISBN 978-84-297-3046-3)
- La scomparsa di Majorana (1975)
- Il Lungo Viaggio (?)